# Jefferson Davis County
Jefferson Davis County is een county in de Amerikaanse staat Mississippi.
De county heeft een landoppervlakte van 1.058 km² en telt 13.962 inwoners (volkstelling 2000). De hoofdplaats is Prentiss.

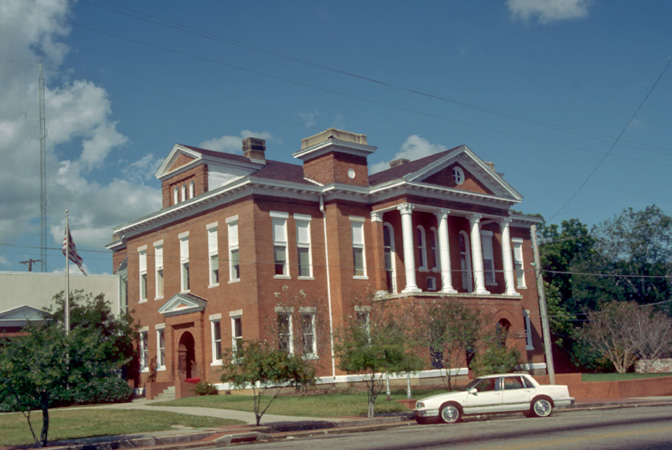
Jefferson Davis County Courthouse